# Daas
Daas – polski dramat kostiumowy z 2011 roku w reżyserii Adriana Panka, będący jego pełnometrażowym debiutem fabularnym. Premiera obrazu odbyła się podczas 36. Festiwalu Polskich Filmów Fabularnych w Gdyni, gdzie produkcja brała udział w konkursie głównym. Daas znalazł się także w konkursie 30. Festiwalu Młodzi i Film w Koszalinie, gdzie zdobył nagrodę za najlepsze zdjęcia, dźwięk, rolę męską (Mariusz Bonaszewski) oraz odebrał wyróżnienie dziennikarzy.
Plenery: Wrocław (m.in. Uniwersytet Wrocławski, Ostrów Tumski, park Leśnica), pałac w Mosznej, Muzeum Wsi Opolskiej w Opolu, pałac w Wojanowie, Książ.

## Fabuła
Rok 1776. Henryk Klein, radca wiedeńskiej Kancelarii Nadwornej, otrzymuje donos na hrabiego Jakuba Franka, który ponoć kilkanaście lat wcześniej został skazany w Polsce za głoszenie herezji, po czym zbiegł do Wiednia. Autorem donosu jest niejaki Jakub Goliński, kiedyś wyznawca idei Franka. Klein dowiaduje się, że Goliński opuścił sektę Franka, ale za zdradę czeka go śmierć ku przestrodze innych. W wyniku dochodzenia Klein ustala, że podający się za mesjasza Frank ogłosił się Bogiem, tworzy armię swoich wyznawców i szuka kontaktów z dworem cesarzowej Marii Teresy. Podejrzewa spisek, którego celem jest zamach stanu.

## Obsada
- Andrzej Chyra jako Jakub Goliński
- Mariusz Bonaszewski jako Henryk Klein, młodszy radca dworski
- Olgierd Łukaszewicz jako Jakub Frank
- Janusz Chabior jako Łabędzki, człowiek Franka
- Robert Gonera jako Piasecki, człowiek Franka
- Sławomir Orzechowski jako Grossen, starszy radca dworski
- Radosław Chrześciański jako Schwartz, asystent Kleina
- Ditte Berkeley jako Marianna, żona Kleina
- Anna Ilczuk jako Joanna, służąca Kleina
- Magdalena Czerwińska jako Golińska
- Maciej Tomaszewski jako Hendel
- Krzysztof Dracz jako lekarz
- Danuta Stenka jako księżna
- Jan Nowicki jako hrabia von Nogai, teść Kleina
- Maciej Stuhr jako cesarz Józef II
- Orina Krajewska jako Ewa, córka Franka
- Edwin Bażański jako Hans, służący Kleina
- Wojciech Ziemiański jako urzędnik więzienny